# Shin A-lam
Shin A-lam (kor.: 신아람, ur. 23 września 1986 roku w Gunsan) – koreańska szpadzistka, srebrna medalistka olimpijska i dwukrotna medalistka mistrzostw świata. 
Na turnieju indywidualnym podczas igrzysk olimpijskich w Londynie w 2012 roku dotarła do półfinału, gdzie w kontrowersyjnych okolicznościach przegrała z Brittą Heidemann. W końcówce pojedynku zawodniczka remisowała z Niemką 5:5, co przy własnym priorytecie promowało ją do finału. Jednak od czasu gdy do końca pozostała sekunda, zezwolono jeszcze na cztery akcje, zanim zegar doszedł do zera – przy pierwszych trzech próbach doszło do obustronnych trafień, za czwartym razem zapunktowała Niemka, a czas dobiegł końca. Po protestach i godzinnej naradzie sędziowie ostatecznie przyznali zwycięstwo Bricie Heidemann. W walce o brąz Koreanka uległa Chince Sun Yujie 11:15 i zakończyła turniej bez medalu. Pięć dni później, 4 sierpnia, wspólnie z Jung Hyo-jung, Choi In-jeong i Choi Eun-sook zdobyła jednak olimpijskie srebro w turnieju drużynowym.
Podczas mistrzostw świata w Paryżu w 2010 roku wspólnie z koleżankami z reprezentacji zdobyła brązowy medal w zawodach drużynowych. W tej samej konkurencji reprezentacja Korei Południowej w składzie: Choi In-jeong, Kang Young-mi, Lee Hye-in i Shin A-lam wywalczyła srebrny medal na mistrzostwach świata w Wuxi w 2018 roku.
Ponadto zdobyła srebrny w drużynie i brązowy indywidualnie na igrzyskach azjatyckich w Doha (2006), brązowy medal w drużynie na igrzyskach azjatyckich w Kantonie (2010), srebrne drużynowo i indywidualnie podczas igrzysk azjatyckich w Inczon (2014) oraz srebrny drużynowo na igrzyskach azjatyckich w Dżakarcie (2018).
Zdobyła też brązowy medal indywidualnie na Letniej Uniwersjadzie 2011 a także złoto (2012, indywidualnie), srebro (2005 i 2007, drużynowo) i brąz (2011, indywidualnie) na mistrzostwach Azji.